# Abe Lyman
Abe Lyman (4 de agosto de 1897 – 23 de octubre de 1957) fue un popular líder de banda estadounidense activo entre las décadas de 1920 a 1940. Hizo grabaciones, actuó en el cine y dio música a numerosos shows radiofónicos, entre ellos Your Hit Parade.

## Biografía
Su verdadero nombre era Abraham Simon Lymon, y nació en Chicago, Illinois. Abe y su hermano Mike cambiaron su apellido Lymon a Lyman al considerar que sonaba mejor. Lyman aprendió a tocar la percusión siendo joven, y a los 14 años de edad tocaba la batería en un café  de Chicago. Hacia 1919 Lyman tocaba regularmente en California con otros dos futuros líderes de big band, Henry Halstead y Gus Arnheim.  
En Los Ángeles, California, Mike abrió el Sunset, un popular night club en el que eran clientes habituales estrellas del cine de la talla de Mary Pickford, Norma Talmadge, Charlie Chaplin, Buster Keaton y Harold Lloyd. Cuando la banda de nueve instrumentos de Lyman tocó en Sunset, obtuvo un gran éxito, pero el local hubo de cerrar cuando los contratos de las estrellas les impidieron acudir a los clubs.  
Por un contrato con el club Cocoanut Grove, del Hotel Ambassador de Los Ángeles, el 1 de abril de 1922 Lyman añadió a la formación un violinista y un saxofonista, congregando a 2000 invitados a la actuación.  
Tras grabar con el grupo su primer tema con el sello local Nordskog Records, un año más tarde lo hicieron con Brunswick Records, compañía para la cual hicieron muchas grabaciones. La Orquesta Lyman viajó por Europa en 1929, actuando en el Reino Unido en el Kit Cat Club y en el Palladium de Londres, y en Francia en el Moulin Rouge y el Perroquet, ambos en París. 
Abe Lyman y su orquesta aparecieron en numerosos filmes en los inicios del cine sonoro, entre ellos Hold Everything (1930), Paramount on Parade (1930), Good News (1930) y Madam Satan (1930). En 1931 Abe Lyman y su orquesta grabaron varias bandas sonoras para la serie de animación Merrie Melodies. 
Entre los destacados músicos de la Orquesta de Lyman figuraban Ray Lopez, Gussie Mueller, y Orlando "Slim" Martin.
En la década de 1930 la Orquesta de Lyman se oía con regularidad en shows radiofónicos como Accordiana y Waltz Time. Cuando Lyman tenía 50 años de edad dejó la música y se dedicó al negocio de dirección de restaurantes. 
Abe Lyman falleción en Beverly Hills, California, en 1957, a los 60 años de edad.

## Audio
- Abe Lyman's California Ambassator Hotel Orchestra